# Myxoderma platyacanthum
Myxoderma platyacanthum is een zeester uit de familie Zoroasteridae.
De wetenschappelijke naam van de soort werd in 1913 gepubliceerd door Hubert Lyman Clark.